# ليوبولد أوير
ليوبولد أوير بالإنجليزية Leopold Auer
(و. 7 يونيو 1845 – ت. 15 يوليو 1930)
عازف كمان ومدرس روسي مجري.
درس في كونسرفتوار بودابست وكونسرفتوار فيينا حيث اكمل تدريبه مع جوزيف يواكيم في هانوفر من عام 1863-1864. بعد أول ظهور له في أوبرا لايبزج، عمل كمايسترو في دازلدورف وهامبورغ. أثناء زيارة قام بها للندن عام 1868 ادى “ثلاثية أرشدوق" لبيتهوفن مع أنتون روبنشتاين والفريدو بياتي، عند قوة هذا اللقاء أعد روبنشتاين لتعيينه أستاذا في كونسرفتوار سانت بطرسبرغ حيث مكث حتى 1917. استقر في أمريكا بعد الثورة الروسية حيث عمل بالتدريس في نيويورك ومعهد كيرتس في فيلادلفيا.
رغم شهرته لحصوله على إهداء «كونشرتو الكمان» لتشايكوفسكي الذي صار نصيره لاحقا، شهرته الحقيقية تنبع من نصف قرن درس فيه في سانت بطرسبرغ حيث تضمن طلابه جاشا هايفتز وميشا إلمان وإفريم زمباليست وناثان ميلشتاين واستشعر اثره أكثر مع الخطوط الموسيقية من الفنية، تعلق بتشيجع وتطور نغمات ثرية معبرة ومهارة مقيدة بذوق وخط غنائي نبيل.

## روابط خارجية
- ليوبولد أوير على موقع الموسوعة البريطانية (الإنجليزية)
- ليوبولد أوير على موقع ميوزك برينز (الإنجليزية)
- ليوبولد أوير على موقع إن إن دي بي (الإنجليزية)
- ليوبولد أوير على موقع ديسكوغز (الإنجليزية)